# Тепен (Немачка)
Тепен (њем. Töpen) општина је у њемачкој савезној држави Баварска. Једно је од 27 општинских средишта округа Хоф. Према процјени из 2010. у општини је живјело 1.191 становника. Посједује регионалну шифру (AGS) 9475181.

## Географски и демографски подаци
Тепен се налази у савезној држави Баварска у округу Хоф. Општина се налази на надморској висини од 516 метара. Површина општине износи 20,8 km². У самом мјесту је, према процјени из 2010. године, живјело 1.191 становника. Просјечна густина становништва износи 57 становника/km².